# Hyphochytriales
Bei den Hyphochytriales handelt es sich um eine Gruppe von pilzähnlichen Organismen (fungal-like organisms). Früher wurden sie innerhalb der biologischen Systematik der Abteilung der Pilze zugeordnet. Die Hyphochytriales ähneln stark den zwei Gruppen der Oomycota (Eipilze) und Chytridiomycota (Töpfchenpilze). Unterschiede finden sich u. a. in der Begeißelung. Andere Namen dieser Gruppe sind u. a. Hyphochytriomycota und Hyphochytridiomycetes.

## Merkmale
Die Zellwand besteht im Wesentlichen aus den strukturellen Polymeren Chitin und Cellulose. Dies unterscheidet die Hyphochytriales von anderen Gruppen der pilzähnlichen Organismen. So dominiert z. B. bei den Chytridiomycota Chitin, bei den Zygomycota Cellulose, b-(1-3)- und b-(1-6)-Glucan. Die Matrix der Zellwand von den Hyphochytriales besteht im Wesentlichen aus Glucan.
Die Zoosporen sind mit einer an der Zellspitze (apikal) gelegenen, also nach vorne gerichteten, Flimmergeißel ausgestattet. Es handelt sich demzufolge um akrokonte Pilzorganismen. Die nach vorne gerichtete Geißel unterscheidet die Hyphochytriales von den Chytridiomycota (Töpfchenpilze), letztere besitzen eine nach hinten gerichtete Geißel (opisthokonte Begeißelung).
Die Sporenbildung verläuft eukarp, d. h. nur ein bestimmter Teil des Pilzes bildet die Sporen bzw. die Zoosporangien. Die früher zu den Hyphochytriales gestellte Gattung Anisolpidium ist wiederum holokarp, der gesamte Körper bildet Zoosporangien.

## Systematik
Die Zuordnung dieser Gruppe ist im Fluss. Nach einer Veröffentlichung von Sina M. Adl und Mitarbeitern von 2012 werden sie zu den Stramenopiles gestellt. Alternativ werden die Hyphochytriales als Ordnung der Klasse Hyphochytrea zugeordnet. Dies Klasse wird hierbei zu dem Stamm (Phylum) Oomycota gestellt.  Bei Adl stehen dem hingegen die beiden Gruppen Oomycota und die Hyphochytriales auf der gleichen Ebene.
Die Einteilung nach Gordon W. Beakes & Marco Thines im Handbook of the Protists:
- Straminipila (SAR)
  - Hyphochytriomycota
    - Hyphochytriomycetes
      - Hyphochytriales
        - Hyphochytriaceae (mit Canteriomyces, Cystochytrium, Hyphochytrium)
        - Rhizidiomycetaceae (mit Latrostium, Reesia, Rhizidiomyces)

Die früher hier geführte Gattung Anisolpidium wurde aufgrund von phylogenetischen Untersuchungen zu den Oomycota gestellt.
Die DNA-Sequenzierung von Umweltproben aus verschiedenen Meeresumgebungen hat Hinweise auf eine große Anzahl unbekannter, extrem kleiner (picoeukaryonten) Stramenopilen (so genannte MAST-Klassen, MArine STramenopiles, obwohl auch Funde aus dem Süßwasser vorhanden sind) ergeben, von denen viele in der Nähe und innerhalb der Labyrinthuliden- und Oomyceten-Klassen einzuordnen sind. Auch Vertreter, die den Hyphochytriales nahe stehen, sind hier vorhanden.

Die Hyphochytriales wurden auch als Anisochytriales bezeichnet.

## Ökologie
Die Arten leben parasitisch oder zersetzen totes organisches Material. Hyphochytrium catenoides ernährt sich saprophytisch, kann aber auch parasitisch bei einigen Arten der Peronosporomycetes auftreten. Rhizidiomyces apophysalus parasitiert in den Oogonien von verschiedenen Oomyceten. Canteriomyces stigeoclonii ist ein Parasit des Oomyceten Phytophthora megasperma..
Die einzelnen Arten sind weit verbreitet. Die Arten von Hyphochytrium und Rhizidiomyces sind häufig im Boden zu finden. Einige Funde stammen auch aus extremen Umgebungen. So wurden Arten von Hyphochytrium im Hochgebirge, in heißen Wüsten und extrem kalten Klimazonen in der Arktis isoliert.
Vertreter der Gattung Rhizidiomyces wurden aus Baumkronen in tropischen Regenwäldern des Südpazifiks isoliert. Die Art Hyphochytrium peniliae kommt im Meer vor und ist ein Parasit von Penilia avirostris, eine Art der Wasserflöhe.
Bei der Art Hyphochytrium catenoides wurden spezielle Channelrhodopsine gefunden.